# 哈坎·雅金
哈坎·雅金（土耳其語：Hakan Yakın，1977年2月22日—），出生於瑞士巴塞尔，土耳其裔瑞士足球运动员。2000–2011年間為瑞士國家足球隊成員，他的哥哥梅勒·耶堅曾為瑞士隊成員。

## 職業生涯

### 球會
哈根·耶堅職業生涯中曾效力多家球會。他出身於瑞士球會巴塞尔康戈迪亚，17歲時轉會巴塞尔。他的出色技術和組織能力吸引了歐洲豪門球會。
2003年，朗拿甸奴離開巴黎聖日耳門轉投巴塞隆拿後，巴黎聖日耳門購入哈根·耶堅以替代，他在巴黎的初期表現甚佳，但後來因腹股溝傷勢和與球會的矛盾越來越深，以至他被迫重返巴塞尔。回到巴塞尔不久就再次轉會至德甲球會史特加，他並不適應德甲賽事，僅僅參加了9場比賽，結果再被外借至土耳其球會加拉塔沙雷。
2005年，在外漂泊的生活並不成功，哈根·耶堅回流瑞士的伯尔尼年轻人效力至今。

### 國際賽
哈根·耶堅是土耳其後裔，入選瑞士隊前，土耳其隊曾邀請他代表國家隊，但被拒絕。至今，哈根·耶堅已代表瑞士超過50次，包括2004年歐洲國家盃、2006年世界盃及2008年歐洲國家盃。

#### 2008年歐洲國家盃
2008年歐洲國家盃瑞士作為主辦國之一參與揭幕戰對捷克，瑞士主力前鋒阿歷山大·費爾因傷退出球賽，哈根·耶堅獲得上場機會，球隊仍以1-0落敗。6月11日，哈根·耶堅作為正選球員上陣對土耳其，僅32分鐘即射入首個進球，瑞士領先1-0。但瑞士最終以1-2落敗，兩戰0分，瑞士提早出局。